# Fryderyki 2011
Fryderyki 2011 – 17. edycja polskich nagród muzycznych Fryderyków, przyznawanych przez Akademię Fonograficzną (powołaną przez Związek Producentów Audio-Video), honorująca dokonania przemysłu muzycznego między 1 grudnia 2009 a 30 listopada 2010. Ceremonia wręczenia nagród odbyła się 9 maja 2011 w Fabryce Trzciny w Warszawie. Jej skróconą retransmisję wyemitowała tego samego dnia TVP1.
Nagrody konkursowe zostały przyznane w 34 kategoriach (21 w sekcji muzyki rozrywkowej, 4 w sekcji muzyki jazzowej i 9 w sekcji muzyki poważnej). Najwięcej nominacji (9) otrzymała Brodka. Najwięcej nagród (4) zdobył zespół Acid Drinkers. Brodka wygrała 3 nagrody, zaś AbradAb, Adam Pierończyk i Wojciech Młynarski po 2. Poza nagrodami konkursowymi zostały przyznane trzy Złote Fryderyki.

## Organizacja
23 lutego 2007 Andrzej Puczyński i Jan Chojnacki, reprezentujący zarząd Związku Producentów Audio-Video (ZPAV), podpisali ze Stanisławem Trzcińskim, prezesem agencji STX Jamboree, umowę w sprawie wyłącznej organizacji i promocji Fryderyków w latach 2007–2010. Ponadto przedsiębiorstwo mogło rozporządzać prawami do transmisji telewizyjnej wręczenia nagród. We wrześniu 2008 ZPAV przedłużył umowę na lata 2011–2012.
7 grudnia 2010 ZPAV rozpoczął przyjmowanie zgłoszeń do Fryderyków 2011, które potrwało do końca grudnia 2010. Łącznie do Akademii Fonograficznej wpłynęło 726 zgłoszeń we wszystkich kategoriach. 23 lutego 2011 ZPAV ogłosił nominacje i podał laureatów Złotych Fryderyków. Równocześnie zapowiedział, że ceremonia wręczenia nagród odbędzie się 9 maja 2011 w Fabryce Trzciny w Warszawie i będzie emitowana przez TVP1. Głosowanie członków Akademii Fonograficznej na zwycięzców rozpoczęło się 7 marca 2011.
Wręczenie nagród zostało podzielone na dwie części. Pierwsza, obejmująca kategorie muzyki rozrywkowej, rozpoczęła się o godzinie 19. Następnie odbyła się część druga, obejmująca kategorie muzyki poważnej i jazzowej. Ponadto podczas gali ZPAV przyznał nagrody dla cyfrowych piosenek roku (polskiej i zagranicznej) oraz radiowego hitu roku, czyli utworu najczęściej granego przez stacje radiowe w 2010 roku. O 23:40 TVP1 wyemitowała skróconą relację z ceremonii. Po jej zakończeniu w Fabryce Trzciny odbyły się koncerty zespołów Dagadana i BiFF. Sponsorem wydarzenia był koncern PepsiCo, zaś jego partnerami byli Mastercard i miasto stołeczne Warszawa.

## Przebieg

### Występy
Wykonawcy podczas gali:

- très.b
- Młynarski Plays Młynarski
- Maciej Maleńczuk i Psychodancing
- Robert Kubiszyn i Krzysztof Herdzin
- Włodzimierz Nahorny
- Andrzej Łukasik
- Sebastian Frankiewicz
- Henryk Miśkiewicz
- Robert Majewski
- Janusz Szrom i Agnieszka Wilczyńska
- Andrzej Wróbel
- Elżbieta Piwkowska
- Anna Wróbel
- Opium String Quartet

### Prezenterzy
Prezenterzy podczas gali:

- Hanna Gronkiewicz-Waltz
- Marek Sierocki
- Tomasz Lipiński
- Piotr Metz
- Marek Wiernik
- Piotr Kabaj
- Hirek Wrona
- Andrzej Puczyński
- Marek Staszewski
- Dorota Miśkiewicz
- Zbigniew Namysłowski
- Piotr Rodowicz
- Paweł Brodowski
- Janusz Marynowski
- Paweł Łukaszewski
- Łukasz Borowicz

## Laureaci i nominowani

### Sekcja muzyki rozrywkowej
| Piosenka roku | Fonograficzny debiut roku |
| --- | --- |
| - „Love Shack” – Acid Drinkers - „Dalej niż sięga myśl” – Raz, Dwa, Trzy - „Granda” – Brodka - „Już” – Raz, Dwa, Trzy - „W pięciu smakach” – Brodka | - très.b - Dagadana - Fox - Młynarski Plays Młynarski - The Boogie Town |
| Wokalista roku | Wokalistka roku |
| - Kuba Badach - Andrzej Piaseczny - Czesław Mozil - Piotr Rogucki - Stanisław Sojka | - Monika Brodka - Ania Dąbrowska - Gaba Kulka - Kayah - Natalia Kukulska |
| Grupa roku | Produkcja muzyczna roku |
| - Acid Drinkers - Coma - Czesław Śpiewa - Raz, Dwa, Trzy - Voo Voo | - Granda – Brodka - produkcja muzyczna i realizacja: Bartek Dziedzic - realizacja/mix: Marcin Gajko - Fishdick Zwei – The Dick Is Rising Again – Acid Drinkers - produkcja muzyczna: Maciej „Ślimak” Starosta i Przemysław „Perła” Wejmann - realizacja: Jacek Miłaszewski - Ania Movie – Ania Dąbrowska - produkcja muzyczna i realizacja: Ania Dąbrowska, Kuba Galiński i Bogdan Kondracki - Pop – Czesław Śpiewa - produkcja muzyczna: Jonas Jensen, Jesper Andersen i Czesław Mozil - realizacja: Mikkel Gemzoe - 4 – Smolik - produkcja muzyczna i realizacja: Andrzej Smolik - realizacja: Rafał Smoleń i Maciej Cieślak |
| Kompozytor roku | Autor roku |
| - Seweryn Krajewski - Andrzej Smolik - Czesław Mozil - Grzegorz Turnau - Monika Brodka i Bartek Dziedzic - Wojciech Waglewski | - Wojciech Młynarski - Adam Nowak - Czesław Mozil - Monika Brodka - Wojciech Waglewski |
| Album roku pop | Album roku rock |
| - Granda – Brodka - Ania Movie – Ania Dąbrowska - CoMix – Natalia Kukulska i Michał Dąbrówka - Pop – Czesław Śpiewa - 4 – Smolik | - Prawo do bycia idiotą – Dezerter - Kim Nowak – Kim Nowak - Muniek – Muniek Staszczyk - Wszyscy muzycy to wojownicy – Voo Voo - XXX – Perfect |
| Album roku metal | Album roku muzyka alternatywna |
| - Fishdick Zwei – The Dick Is Rising Again – Acid Drinkers - Affliction XXIX II MXMVI – Blindead - Bourbon River Bank – Corruption - La Peneratica Svavolya – Titus’ Tommy Gunn - Zniszczyć wszystko – Frontside | - Męskie Granie – Smolik, AbradAb, Maciej Maleńczuk, Wojciech Waglewski, Mitch & Mitch, Pogodno, Fisz Emade, Kim Nowak, DJ Eprom, Oxy.gen, Voo Voo i Michał Jacaszek - NO! NO! NO! – NO! NO! NO! - Notoryczni debiutanci – Muchy - Wasza Wspaniałość – Pogodno - Who’s Afraid of? – D4D |
| Album roku muzyka klubowa i elektroniczna | Album roku hip-hop / R&B / reggae |
| - Lovefinder – Novika - Fox Box – Fox - Mały Książę – Marek Biliński | - Abradabing – AbradAb - Gram duszy – Natu - Inna – Ania Szarmach - Put Your Shoes On/Off – Marika - Zapiski z 1001 nocy – Eldo |
| Album roku folk / muzyka świata | Album roku blues |
| - Maleńka – Dagadana - Góry w sercu – Jan Trebunia-Tutka - Harmonia – Wojciech Waglewski, Ziemowit Kosmowski, Marcin Gałażyn i Marjana Sadowska - Okruchy życia – Martyna Jakubowicz i Żona Lota - Recydywa, piosenki spod celi – Stasiek Wielanek i Kameleon | - Dudek Bluesy – Ireneusz Dudek - HooDoo Band – HooDoo Band - J.J. Band i przyjaciele grają utwory Tadeusza Nalepy, „Blues” – J.J. Band - Koncert w Suwałkach – Sławomir Wierzcholski i Nocna Zmiana Bluesa - Radio Retro – incarNations |
| Album roku piosenka poetycka | Album roku oryginalna ścieżka dźwiękowa |
| - Fabryka klamek – Grzegorz Turnau - …Tylko brać. Osiecka znana i nieznana – Stanisław Sojka - 20 lat – Raz, Dwa, Trzy - Rebeka nie zejdzie dziś na kolację – Młynarski Plays Młynarski - Skądokąd – Raz, Dwa, Trzy | - Kaczmarek by Możdżer – Leszek Możdżer - Różyczka – Michał Lorenc - Wszystko, co kocham – Daniel Bloom |
| Najlepsza oprawa graficzna albumu | Wideoklip roku |
| - Fishdick Zwei – The Dick Is Rising Again – Acid Drinkers - projekt graficzny: Bartosz Zieliński i Łukasz Pach - CoMix – Natalia Kukulska i Michał Dąbrówka - projekt graficzny: Adam Żebrowski - Granda – Brodka - projekt graficzny: Monika Brodka, Bartek Arobal i Krzysztof Grabowski - Pop – Czesław Śpiewa - projekt graficzny: Monika Kuczyniecka, Mariusz Mrotek, Andrzej Grabowski i Maciej Grabowski - NO! NO! NO! – NO! NO! NO! - projekt graficzny: Trust i Bart | - „Bang Bang” – Ania Dąbrowska - reżyseria: 2DajRektors – Mateusz Rakowicz i Tymon Wyciszkiewicz - „Alas, Lord Is Upon Me” – Behemoth - reżyseria: Dariusz Szermanowicz - „Love Shack” – Acid Drinkers - reżyseria: Przemysław Chojnacki - „Rock’n’rollin Love” – Afromental - reżyseria: Mitja Okorn - „W pięciu smakach” – Brodka - reżyseria: Katarzyna Kijek i Przemysław Adamski |
| Najlepszy album zagraniczny | |
| - Come Around Sundown – Kings of Leon - Clapton – Eric Clapton - Emotion & Commotion – Jeff Beck - Scratch My Back – Peter Gabriel - Soldier of Love – Sade | |

### Sekcja muzyki jazzowej
| Jazzowy album roku | Jazzowy muzyk roku                                                                    |
| --- | ------------------------------------------------------------------------------------- |
| - Komeda – The Innocent Sorcerer – Adam Pierończyk Quintet - Before Sunrise – Robert Kubiszyn - Chopin Symphony Jazz Project – Warsaw Paris Jazz Quintet i Perfect Girls ’n’ Friends Orchestra - El Buscador – Adam Pierończyk Quartet - Looking Walking Being – Aga Zaryan - Three Point Shot – Jerry Bergonzi, Jacek Kochan i Piotr Lemańczyk | - Adam Pierończyk - Krzysztof Herdzin - Maciej Obara - Michał Tokaj - Robert Kubiszyn |
| Fonograficzny debiut roku | Jazzowy kompozytor roku                                                               |
| - Robert Kubiszyn - Maciej Fortuna Quartet - New Trio (Jan Smoczyński, Mateusz Smoczyński i Alex Zinger) | - Michał Tokaj - Adam Pierończyk - Jan Smoczyński - Maciej Kociński - Robert Kubiszyn |

### Sekcja muzyki poważnej
| Najwybitniejsze nagranie muzyki polskiej | Najwybitniejsze nagranie muzyki polskiej |
| --- | --- |
| - Wydanie Narodowe Chopina w formacie Super Audio część 1 - wykonawcy: Janusz Olejniczak, Orkiestra Kameralna Aukso - dyrygent/kierownik artystyczny: Marek Moś - Augustyn – Do Ut Des - wykonawcy: Kwartet Śląski, Agata Zubel, Jan Krzeszowiec, Rafał Augustyn - dyrygent/kierownik artystyczny: Rafał Augustyn - Leon Łukaszewski – Choral Music - wykonawcy: Polski Chór Kameralny - dyrygent/kierownik artystyczny: Jan Łukaszewski - Maciejewski – Requiem Missa Pro Defunctis - wykonawcy: Zdzisława Donat, Jadwiga Rappé, Jerzy Knetig, Janusz Niziołek, Chór i Orkiestra Filharmonii Narodowej w Warszawie - dyrygent/kierownik artystyczny: Tadeusz Strugała, kierownictwo chóru: Henryk Wojnarowski - Marian Borkowski – Symphonic and Chamber Music - wykonawcy: różni - dyrygent/kierownik artystyczny: Marian Borkowski | |
| Kompozytor roku | Fonograficzny debiut roku |
| - Marian Borkowski - Rafał Augustyn - Krzysztof Herdzin - Krzysztof Penderecki - Wojciech Kilar | - Koželuh, Rejcha, Vořišek – Symphonies – Wrocławska Orkiestra Barokowa - Back to Melody – Opium Quartet - Now – Flute o’clock - J.S. Bach – Goldberg Variations – Alina Ratkowska - Ysaÿe Impressions – Wojciech Koprowski |
| Album roku muzyka chóralna i oratoryjna | |
| - Laudate Dominum - wykonawcy: Chór Katedry Warszawsko-Praskiej Musica Sacra, Małgorzata Wrzosek, Sylwia Łańcucka, Łukasz Farcinkiewicz, Joanna Łukaszewska, Anna Maria Krawczykiewicz, Grzegorz Cessak, Andrzej Klepacki, Maria Muszyńska, Sandra Kopijkowska, Marcin Łukaszewski - dyrygent/kierownik artystyczny: Paweł Łukaszewski - Benjamin Britten – War Requiem. Sir Neville Marriner - wykonawcy: Orkiestra Symfoniczna Polskiej Filharmonii Bałtyckiej w Gdańsku - dyrygent/kierownik artystyczny: Neville Marriner - Stanisław Moniuszko – Masses. vol. 2 - wykonawcy: Agnieszka Rehlis, Andrzej Białko, Jarosław Bręk, Marta Boberska, Rafał Bartmiński, Chór Filharmonii Narodowej - dyrygent/kierownik artystyczny: Henryk Wojnarowski | |
| Album roku muzyka dawna i barokowa | |
| - Bartłomiej Pękiel – Missa Brevis, Missa Pulcherrima, Motety. Il Canto - wykonawcy: Il Canto - dyrygent/kierownik artystyczny: Michał Straszewski - Johann Sebastian Bach – Goldberg Variations - wykonawcy: Alina Ratkowska - Koželuh, Rejcha, Vořišek – Symphonies. Wrocławska Orkiestra Barokowa - wykonawcy: Wrocławska Orkiestra Barokowa - dyrygent/kierownik artystyczny: Jarosław Thiel - Mikołaj Zieleński – Opera Omnia vol. 4 - wykonawcy: Emma Kirkby, Joel Frederiksen, Zygmunt Magiera, Łukasz Motkowicz, Andrzej Białko, Susi Ferfoglia, Collegium Zieleński - dyrygent/kierownik artystyczny: Stanisław Gałoński - Tabulatura Warszawskiego Towarzystwa Muzycznego, Renaissance Polish Music - wykonawcy: Ars Nova, soliści: Weronika Grozdew-Kołacińska, Dagmara Barna - dyrygent/kierownik artystyczny: Jacek Urbaniak | |
| Album roku muzyka kameralna | |
| - Karol Szymanowski – Complete Violin-Piano Works. Sławomir Tomasik, Robert Morawski - wykonawcy: Sławomir Tomasik, Robert Morawski - kierownik artystyczny: Sławomir Tomasik - Aqua e Vinho - wykonawcy: Łukasz Kuropaczewski, Agata Szymczewska, Anna Maria Staśkiewicz, Katarzyna Budnik-Gałązka, Marcin Zdunik - Bohuslav Martinů – Utwory kameralne - wykonawcy: Agata Igras-Sawicka, Bartłomiej Nizioł, Marcin Zdunik, Mariusz Rutkowski - Fryderyk Chopin – The Complete Chamber Works - wykonawcy: Bartłomiej Nizioł, Jan Kalinowski, Marek Szlezer - Obrazki z wystawy - wykonawcy: Bałtycki Kwintet Dęty - kierownik artystyczny: Karol Respondek | |
| Album roku muzyka symfoniczna i koncertująca | |
| - Witold Lutosławski Opera omnia – Symfonie nr 2 i 4 - wykonawcy: NFM Orkiestra Filharmonii Wrocławskiej - dyrygent/kierownik artystyczny: Jacek Kaspszyk - Bruch, Wieniawski, Mendelssohn - wykonawcy: Agata Szymczewska, Sinfonia Iuventus - dyrygent/kierownik artystyczny: John Axelrod, Tadeusz Wojciechowski - Recital Opera - wykonawcy: Jadwiga Romańska, Orkiestra Polskiego Radia, Orkiestra Polskiego Radia i Telewizji w Krakowie, WOSPR w Katowicach, Krakowska Orkiestra Polskiego Radia, Orkiestra Polskiego Radia i Telewizji - dyrygent/kierownik artystyczny: Zdzisław Górzyński, Włodzimierz Kamirski, Włodzimierz Ormicki, Jerzy Gert, Andrzej Straszyński - Piotr Czajkowski – Symfonia Patetyczna - wykonawcy: Orkiestra Sinfonia Varsovia - dyrygent/kierownik artystyczny: Jerzy Semkow - Wydanie Narodowe Chopina w formacie Super Audio część 1 - wykonawcy: Janusz Olejniczak, Orkiestra Kameralna Aukso - dyrygent/kierownik artystyczny: Marek Moś | |
| Album roku recital solowy | |
| - Schumann – Piano Works - wykonawcy: Piotr Anderszewski – fortepian - Fryderyk Chopin International Chopin Piano Competition – Zwycięzcy/The Winners - wykonawcy: Lew Oborin, Alexander Uninsky, Yakov Zak, Halina Czerny-Stefańska, Adam Harasiewicz, Maurizio Pollini, Martha Argerich, Garrick Ohlsson, Krystian Zimerman, Đặng Thái Sơn, Kevin Kenner, Philippe Giusiano, Aleksiej Sułtanow, Li Yundi, Rafał Blechacz - Iwona Hossa with Krzysztof Meisinger sings Karłowicz and Faure - wykonawcy: Iwona Hossa – sopran, Krzysztof Meisinger – gitara klasyczna - Stanisław Moniuszko – ze „Śpiewników Domowych”. Pieśni - wykonawcy: Jadwiga Rappé – alt, Maja Nosowska – fortepian - Ysaÿe Impressions - wykonawcy: Wojciech Koprowski – skrzypce | |
| Album roku muzyka współczesna | |
| - Maciejewski – Requiem Missa Pro Defunctis - wykonawcy: Zdzisława Donat, Jadwiga Rappé, Jerzy Knetig, Janusz Niziołek, Chór i Orkiestra Filharmonii Narodowej w Warszawie - dyrygent/kierownik artystyczny: Tadeusz Strugała, kierownictwo chóru: Henryk Wojnarowski - Augustyn – Do Ut Des - wykonawcy: Kwartet Śląski, Agata Zubel, Jan Krzeszowiec, Rafał Augustyn - dyrygent/kierownik artystyczny: Rafał Augustyn - Krzysztof Herdzin – Symphonicum - wykonawcy: Orkiestra Sinfonia Varsovia, Krzysztof Herdzin, Jacek Kotlarski, Waldemar Malicki, Jerzy Główczewski, Piotr Baron - dyrygent/kierownik artystyczny: Krzysztof Herdzin - Marian Borkowski – Symphonic and Chamber Music - wykonawcy: różni - dyrygent/kierownik artystyczny: Marian Borkowski - Wojciech Kilar – Katowicom - orkiestra/zespół: Chór i Orkiestra Filharmonii Śląskiej - dyrygent/kierownik artystyczny: Mirosław Jacek Błaszczyk                                                           | |

### Złote Fryderyki
Laureaci Złotych Fryderyków:

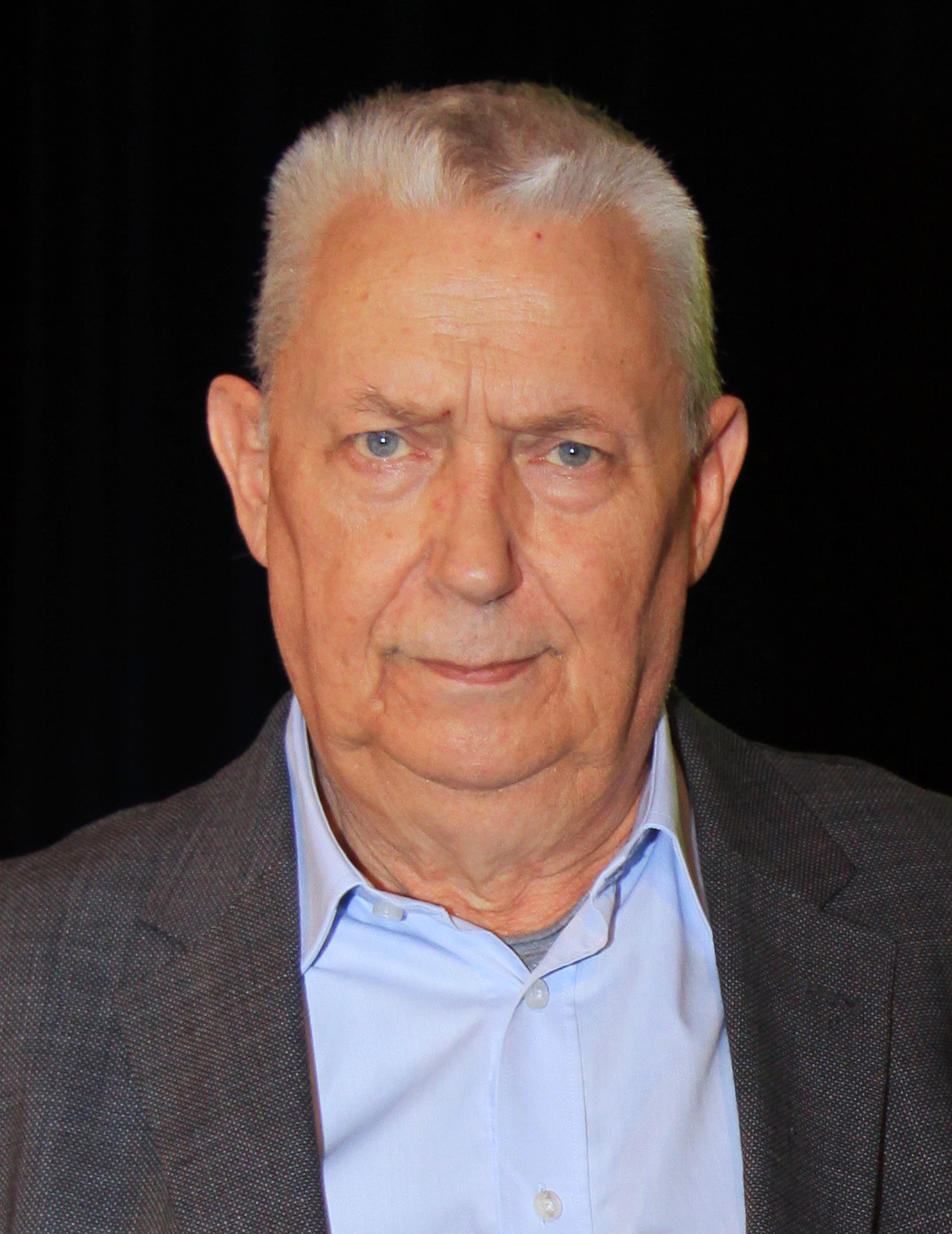
Wojciech Młynarski, laureat Złotego Fryderyka w muzyce rozrywkowej

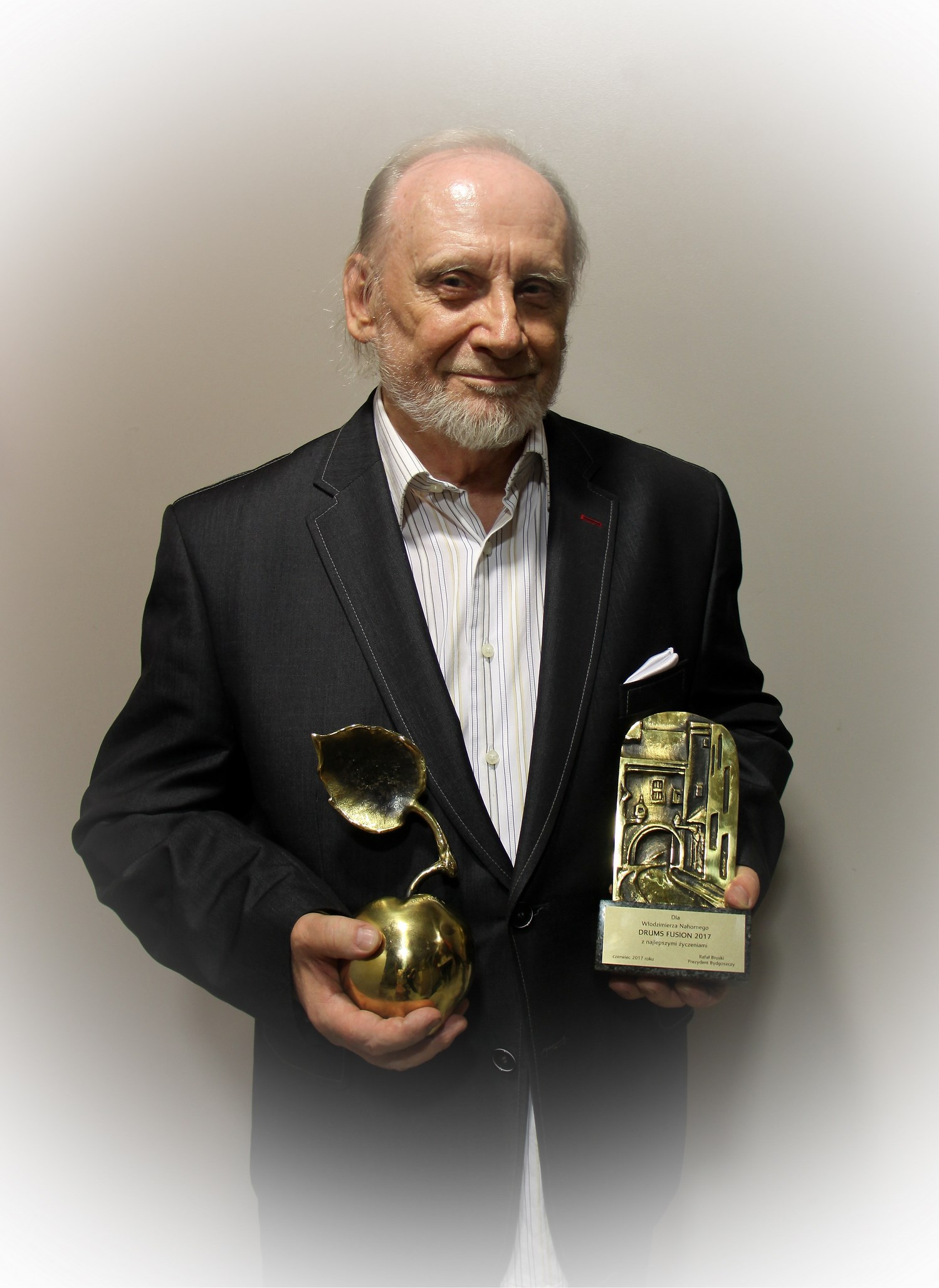
Włodzimierz Nahorny, laureat Złotego Fryderyka w muzyce jazzowej

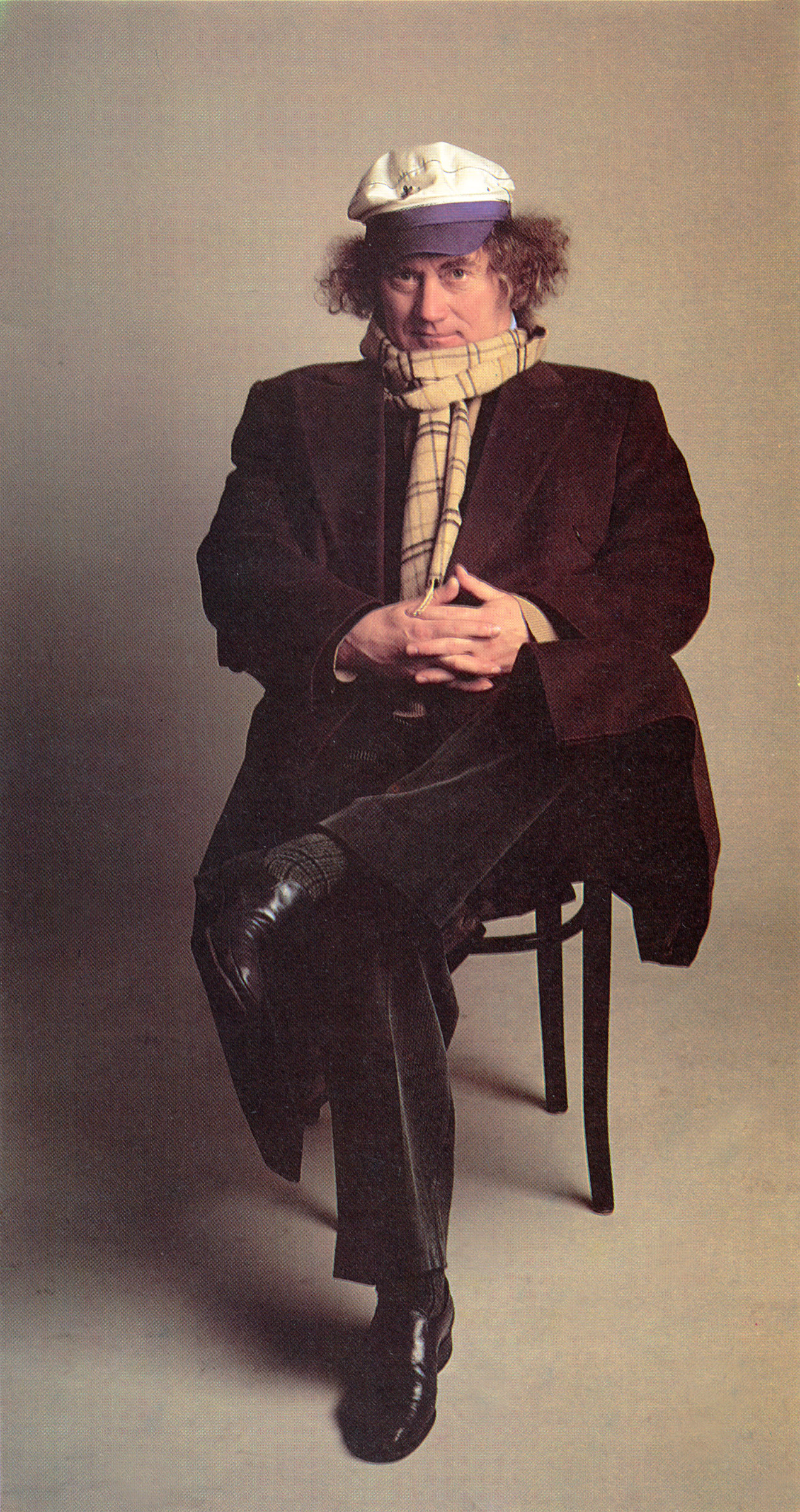
Jerzy Maksymiuk, laureat Złotego Fryderyka w muzyce poważnej

- Wojciech Młynarski (muzyka rozrywkowa)
- Włodzimierz Nahorny (muzyka jazzowa)
- Jerzy Maksymiuk (muzyka poważna)

## Statystyki
| Liczba | Osoba/zespół                             |
| ------ | ---------------------------------------- |
| 4      | Acid Drinkers                            |
| 3      | Brodka                                   |
| 2      | AbradAbAdam PierończykWojciech Młynarski |

| Liczba | Osoba/zespół |
| ------ | --- |
| 9      | Brodka |
| 7      | Czesław MozilTomasz Pukacki |
| 6      | Acid DrinkersAdam NowakMaciej StarostaWojciech Waglewski |
| 5      | Raz, Dwa, Trzy |
| 4      | Adam PierończykAndrzej SmolikAnia DąbrowskaCzesław ŚpiewaRobert Kubiszyn                                                                                             |
| 3      | Chór Filharmonii NarodowejGaba KulkaHenryk WojnarowskiJadwiga RappéJan SmoczyńskiKrzysztof HerdzinKuba GalińskiMarian BorkowskiNatalia KukulskaRafał AugustynVoo Voo |